# غوستافو فلورينتين
غوستافو فلورينتين (بالإسبانية: Gustavo Florentín) هو لاعب كرة قدم باراغواياني، ولد في 30 يونيو 1978 في باراغواري في باراغواي. لعب مع سيرو بورتينيو.